# 陳文理
陳文理（越南语：／，1901年—1970年），越南政治人物，早年在阮朝爲官，擔任同狔上省管道時實施了一些促進大叻開發的政策。1945年越南帝國成立後，出任西原地區四省總督，後在八月革命中被越盟逮捕。法國人回歸印度支那後，陳文理一度擔任中圻臨時執行委員會主席，越南國時期，曾接替潘文教出任中越首憲。1967年參加越南共和國總統選舉，在11名總統候選人中以最低的得票落選。

## 生平

### 早年經歷
1901年，陳文理出生於越南廣治省海陵縣興仁村，父親是陳文緒。
1922年，陳文理取得法政學院文憑，同年在歸仁擔任參佐（屬於法國官吏體系）。1924年，他取得越南政府高等研究學校文憑。

### 仕途
1925年，陳文理進入阮朝的官吏體系中，被任命爲平定省綏福府商佐。1926年至1936年間，先後擔任過濰川、香水和富榮知縣，廣化、壽春知府。1936年，任同狔上省管道。1928年至1941年間，同狔上省省莅設於大叻市社，故一些來源也將他的官職寫作「大叻管道」。1940年，任國民教育部侍郎，1942年，領國民教育部參知。同年，補總理御前文房大臣兼機密院參佐。1943年春節，被任命爲河靜巡撫。
作爲一名有影響力的天主教徒，陳文理被認爲是吳廷琰派系的人。1944年，法國人試圖逮捕吳廷琰，吳廷琰在日本人的幫助下逃脫追捕。時任河靜巡撫的陳文理亦遭到牽連，險些被捕，後來因爲他的妻子與南芳皇后有親戚關係，所以最後只是被調爲富安巡撫，永不得升遷。:第2章

### 1945年
1945年，日軍發動三九政變，推翻了法屬印度支那殖民政府。在日本人的支持下，成立了由陳仲金領導的越南帝國政府，陳文理被任命爲林-同-平-寧四省總督。同年8月日本向同盟國宣佈無條件投降，越盟藉此機會在全國範圍內發動總攻擊。23日，起義者們先是包圍了林園省省長府，省長膺荌（Ưng An）向起義者投降，並將印章和賬本交給了起義委員會的代表。随後（一說24日），示威者包圍了總督府，在會見起義委員會代表時，陳文理態度頑固，以自己是四省總督，不服從林園省越盟爲由，拒絕交出印章和賬本。兩小時的談判未果後，起義委員會逮捕了陳文理，並沒收了他的印章、賬本、文件和財產。隨後，林園省臨時革命人民委員會將陳文理和膺荌等人押解到中部進行審判。

### 1945年後

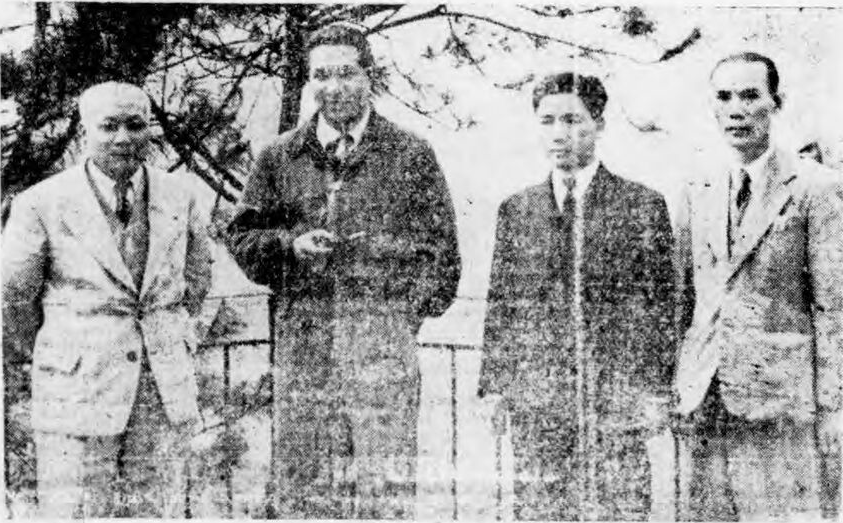
1947年攝於香港，左起：阮文春、保大、吳廷琰和陳文理

八月革命後，越南帝國皇帝保大宣佈退位，並加入胡志明的越南民主共和國。陳文理從未與胡志明和他的越盟合作過，1947年4月15日，法國人在順化成立中圻臨時執行委員會，由陳文理出任主席至1948年4月。1946年，保大藉着跟隨越南民主共和國代表團出訪重慶之機，流亡英屬香港。在香港期間，保大與越南各派系人士聯絡。陳文理支持由原皇帝保大出面，在越南建立君主立憲制度，因爲他認爲原本的封建君主制已經過時，而西方的共和制度對於越南的羣衆與政治傳統來說又太過新奇了。:第3章
1947年12月6日，寓居香港的保大與法國印度支那高級專員埃米爾·博拉爾在下龍灣會見，在會面時，博拉爾交給了保大兩份文件，一份是共同聲明，一份是議定書。:95共同公告中法國人承認越南是法蘭西聯盟中的一個獨立的國家，保大對這份文件並無異議；而議定書對越南主權做出了許多限制，並給予法國多種特權，故保大拒絕簽署該文件。:95最後，在博拉爾向保大解釋簽名只是表示確認知曉該文件後，保大才在議定書上簽下了自己名字的縮寫。:9619日，保大邀請陳文理和越南南方臨時政府（原南圻自治共和國）總理阮文春、人士吳廷琰一起到香港籌商。:96三人一致同意，只能夠接受共同公告，不能接受議定書的內容，而如果議定書上的簽名遭到法國政府的濫用，保大應該堅持自己在下龍灣的會面只是爲了與法方接觸，而無締結協定之權力。:96
1949年7月1日，舊帝保大成爲越南國國家元首兼總理，同時首屆政府根據1-CP號敕令成立，陳文理出任主管少數民族的國務卿。月底，陳文理辭職。據說是陳文理拒絕了該項任命並希望得到中越首憲一職。1951年7月潘文教辭職後，陳文理接替他成爲中越首憲。:97陳文理被認爲是精明能幹且性格討喜的人。不過，他對越南中部地區經濟的嚴密掌控使得他在某些方面不得人心，並最終於1952年7月被黎光設（Lê Quang Thiết）所取代。也有說法是陳文理是陳文友總理的好友，:第2章陳文友政府於1952年6月解散，由阮文心出任總理並組建新政府後，:111-112陳文理也被解除了首憲的職位。:第2章

### 越南共和國時期
陳文理是1960年簽署呼籲吳廷琰政權進行改革的卡拉韋勒宣言的政客之一，並遭到了當局的逮捕。

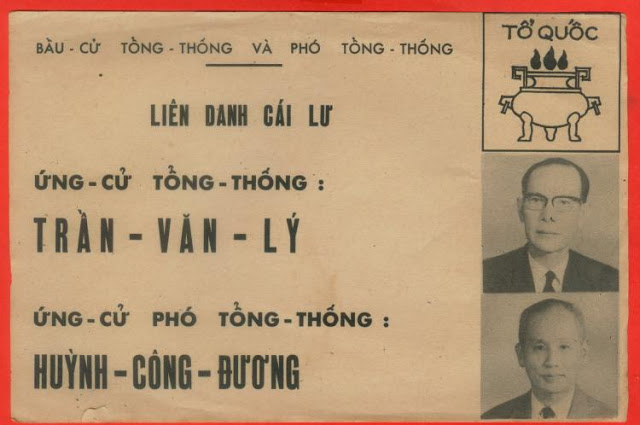
1967年越南共和國總統候選人陳文理與搭檔黃公當

1967年，陳文理與黃公當聯名參與越南共和國總統選舉，分別競選總統和副總統一職。陳文理曾提出如果成功當選，將在越南禁止迷你裙，因爲它是「非越南的」。最終，阮文紹以34.8%的選票當選總統，陳文理僅得1.9%選票，位列最後一名。:235根據統計，陳文理和黃公當組合在幾乎每個省的得票率都爲倒數第一或第二，在擁有超過50萬登記選民的西貢主要的九個郡，只有不到0.01%的人把票投給了陳文理的組合。:103落選後的陳文理與另外七名非軍方背景候選人一起提出抗議，認爲存在選舉欺詐，要求重新進行選舉。
陳文理去世於1970年。

## 開發大叻
擔任同狔上省管道時，陳文理發現大叻氣候涼爽，有許多未開發的荒地，而法國人對於新鮮蔬菜的需求也在增加。瞭解北方農民缺乏耕地的陳文理於是向河東總督兼北圻中央社會相濟委員會主席黃仲敷建議，從河東省移民到大叻來開墾荒地，種植蔬菜和花卉。
在陳文理、黃仲敷和河東耕農商佐黎文定的安排下，第一批移居大叻的三十多名河東省農民於1938年登上了前往大叻的火車。後來，這些人當中的15人因爲不堪惡劣氣候而回到了家鄉，其餘的人仍留在大叻開荒，並號召親朋好友到這片新土地上謀生。陳文理觀察到了移民速度之慢，越南人「不太喜歡離開他們的家庭和村莊遠行。這是這個民族的返祖現象，爲道德準則所加強。」
1940年，黃仲敷參觀河東省移民的村莊，村民們請求以總督的名字命名村莊爲「黃仲敷邑」，這個提議被他婉言謝絕。黃仲敷建議村莊命名爲「河東邑」。這個名字被大叻當局批准，從此河東邑的名字正式誕生。今天的大叻被譽爲千花之地，隸屬於大叻市第八坊的河東花村則是當地最大的花村。村中的文化館裏，有一座供奉着第一批移民的供桌。雖然陳文理、黃仲敷和黎文定對村莊的建立功劳颇著，但是因爲他們在當時爲法國殖民者工作，許多人不同意供奉他們，所以他們的肖像仍懸掛在村莊的傳統展示房中。

## 評價
曾與陳文理、吳廷琰等人一起參加反對法國殖民活動，後來成爲越南共和國軍將軍的杜茂在回憶錄中稱陳文理以廉政著稱，是一個清廉、剛直、愛國和有管理能力的人。杜茂還提到，在陳文理擔任中越首憲時，有一次他的弟弟陳文程在週日將公務車私用，结果立刻就被他辭退了。:第2章

## 家庭
陳文理的女儿陳氏萊嫁給了波蘭記者和天主教活動家斯特凡·維爾卡諾維奇。

## 榮譽
- 大南龍星軍官勳位（1937年）[2]
- 柬埔寨王家勳章軍官勳位（1941年）[2]

## 延伸閱讀
- Bảo Đại. . Nguyễn Phúc Tộc. 1990 （越南语）.
- Trần Trọng Kim.  (pdf). Việt Books. 2010  [2022-11-24]. （原始内容存档 (PDF)于2021-06-12） （越南语）.